# Hệ sinh thái vĩ mô
Hệ sinh thái vĩ mô là lĩnh vực sinh thái học liên quan đến nghiên cứu mối quan hệ giữa các sinh vật và môi trường của chúng ở quy mô không gian lớn để mô tả và giải thích các mô hình thống kê về sự phong phú, phân bố và đa dạng. Thuật ngữ được đặt ra bởi James Brown của Đại học New Mexico và Brian Maurer của Đại học bang Michigan trong một bài báo năm 1989 trên tạp chí Science.
Hệ sinh thái vĩ mô tiếp cận ý tưởng nghiên cứu hệ sinh thái bằng cách sử dụng phương pháp "từ trên cao xuống thấp". Nó tìm kiếm sự hiểu biết thông qua việc nghiên cứu các thuộc tính của toàn bộ hệ thống; Kevin Gaston và Tim Blackburn đã tiến hành so sánh phân tích để có thể nhìn thấy tổng thể từ chi tiết.
Hệ sinh thái vĩ mô kiểm tra sự phát triển toàn cầu trong biến đổi khí hậu ảnh hưởng đến quần thể động vật hoang dã. Các câu hỏi sinh thái cổ điển có thể nghiên cứu thông qua các kỹ thuật vĩ mô bao gồm các câu hỏi về sự phong phú của loài, độ dốc vĩ độ trong đa dạng loài, đường cong khu vực loài, kích thước phạm vi, kích thước cơ thể và sự phong phú của loài. Ví dụ, mối quan hệ giữa sự phong phú và phạm vi phân bố (tại sao các loài duy trì kích thước quần thể địa phương lớn có xu hướng phân bố rộng rãi, trong khi các loài ít phong phú hơn có xu hướng phân bố hẹp hơn) đã nhận được nhiều sự chú ý.